# Theater des Westens
Theater des Westens (da. Vestens teater) er en af de mest kendte musical- og operascener i Berlin. Det ligger i Kantstraße i bydelen Charlottenburg.

## Historie
Teatret blev bygget mellem 1895 og 1896 i historistisk stil af Bernhard Sehring. Theater des Westens åbnede den 1. oktober 1896 med Holger Drachmanns eventyrspil Tusind og en Nat (Tausendundeine Nacht). Efter at den ventede succes udeblev, blev bygningen fra 1898 brugt som operascene og fra 1908 som operateater. En brand skadede teatret den 25. august 1912, men det blev genopbygget. I 1922 blev teatret igen lavet om til opera, og gik under navnet Große Volksoper, men operaen blev lukket i 1924. Teatret blev genåbnet i 1933 som del af programmet Kraft durch Freude og fik navnet Volksoper. I 1944 blev teatret lukket og senere skadet af bombeangreb. Allerede i 1945 fulgte den første restaurering, og Städtisches Oper Berlin (byoperaen i Berlin) flyttede ind i teaterbygningen, efter at byoperaens egen bygning i Bismarckstraße var blevet ødelagt. Med færdigstillelsen af den nye Deutsche Oper flyttede operaensemblet i 1961 tilbage til Bismarckstraße. Fra dette tidspunkt blev Theater des Westens igen brugt særlig for opera- og musicalopførelser. Frederick Loewes My Fair Lady var den første musical som havde premiere i 1961. I 1962 blev bygningen moderniseret og ombygget, og i 1978 blev teatersalen restaureret efter Sehrings originale planer. I 1980'erne fulgte restaureringen af foyeren og bygningens ydre efter originalplaner.